# L-阿拉伯糖醇2-脱氢酶
L-阿拉伯糖醇2-脱氢酶（英語：L-arabinitol 2-dehydrogenase，EC 1.1.1.13 （页面存档备份，存于））是一种以NAD+或NADP+为受体、作用于供体CH-OH基团上的氧化还原酶。这种酶能催化以下酶促反应：
L-阿拉伯糖醇 + NAD+ {\displaystyle \rightleftharpoons } L-核酮糖 + NADH + H+
L-阿拉伯糖醇2-脱氢酶主要参与戊糖和葡萄糖醛酸之间的转化过程。